# Европейский маршрут E95
Европейский маршрут E95 — автомобильная дорога в Восточной Европе на территории России, Белоруссии, Украины и Турции. До 1997 года название Е95 носила современная E 105, включающая в себя М10. Имеет важное межгосударственное значение для восточнославянских стран, СНГ, а также важное международное значение. Проходит по территории Санкт-Петербурга, Ленинградской и Псковской областей России, Витебской, Могилёвской и Гомельской областей Белоруссии, Черниговской, Киевской, Черкасской, Кировоградской, Николаевской и Одесской областей Украины, далее паромом по Чёрному морю, затем по территории Турции (илы Самсун и Амасья).
Основные города: Санкт-Петербург, Гомель, Киев, Одесса, Самсун, Мерзифон. Самый загруженный участок дороги приходится на сегмент между Киевом и Одессой (автострада М-05), где максимальная разрешённая скорость составляет 110 км/ч. Часть панъевропейского коридора IX.

## Маршрут
Общая протяжённость — 3771 км.

### Россия

#### Санкт-Петербург
Пулковское шоссе
- Площадь Победы;  Монумент героическим защитникам Ленинграда
- Дунайский проспект
- Стартовая улица
- А118 «КАД»
- Внуковская улица
- в аэропорт Пулково
- Петербургское шоссе на Пушкин
- Пулковская обсерватория
- Пулковский рубеж
- Волхонское шоссе на ВОСТОК: Александровская, Пушкин; на ЗАПАД: Горелово, Стрельна

Киевское шоссе
- Красносельское шоссе на ВОСТОК: Пушкин; на ЗАПАД: Красное Село
- на Кондакопшино

#### Ленинградская область
Р23
- Дони
- На Гатчину
- 41К-010 на Павловск
- На Гатчину
- 41К-100 на ЗАПАД: Гатчина; на ВОСТОК: Сиверский
- А120 на ЗАПАД: А180 E 20 «Нарва», Большая Ижора; на ВОСТОК: М11 «Нева»  , М10 E 105 AH8 «Россия», Мга, Кировск; на СЕВЕР: 41К-215 на Гатчину
- Никольское
- Выра
  -  Дом станционного смотрителя
  -  41А-003 на ЗАПАД: Кикерино, А180 E 20 «Нарва»; на ВОСТОК: Сиверский, Вырица, Тосно, Шапки
- Рождествено  Музей-усадьба Рождествено
- Мост через реку Грязна (≈130 м)
- 41А-186 на Осьмино, А180 E 20 «Нарва»,  порт Усть-Луга
- Мемориал «Партизанская Слава»
- На Лугу
- На ЗАПАД: Луга; на ЮГО-ВОСТОК: 41К-141 Заклинье, Великий Новгород; на СЕВЕРО-ВОСТОК: 41А-004 Оредеж, Любань, М10 E 105 AH8 «Россия», Шапки, Мга
- На Лугу

#### Псковская область
- Заплюсье
- 58К-089 на Плюссу, Гдов
- 58К-583 на Медведь, Р56 (Шимск, Великий Новгород)
- 58К-366 на Струги Красные, Плюссу
- Р56 на Порхов, Сольцы, Шимск, Великий Новгород
- E 77 на Псков, Ригу, Шауляй, Советск, Калининград, , Гданьск, Варшаву, Краков, Зволен, Будапешт
- Псков (280 км)
- Остров (336 км)
- Опочка (415 км)
- Пустошка (478 км)
- Невель (532 км)

### Беларусь
- М8 Городок, Витебск, Орша, Могилёв, Гомель

### Украина
Протяженность дороги около 685 км
- М-01 Чернигов, Бровары
- Киев
- М-05 Глеваха, Васильков, Белая Церковь, Ставище, Жашков, Умань, Благовещенское, Любашёвка, Петроверовка, Одесса
- Чёрное море

### Турция
- D 795 Самсун, Мерзифон

### Географические пределы
- Самая северная точка — Площадь Победы (Санкт-Петербург, Россия) (59°50′с. ш.)
- Самая южная точка — Kayadüzü, Турция (40°52′с. ш.)
- Самая восточная точка — г. Самсун, Турция (36°17′в. д.)
- Самая западная точка — у д. Рожкополье, Псковская обл., Россия (28°19′в. д.)

## Описание
- Площадь Победы — КАД: по четыре (крайние правые - для ОТ) полосы в каждом направлении, искусственное освещение на всей протяжённости, направления движения разделены разделительной полосой, двухуровневые развязки на пересечениях с другими дорогами, на участке располагаются 5 наземных пешеходных переходов, оборудованных светофорами.
- КАД — Гатчина: по три-четыре полосы в каждом направлении, искусственное освещение на всей протяжённости, направления движения разделены бетонным отбойником или разделительной полосой, двухуровневые развязки на пересечениях с другими дорогами, наземные пешеходные переходы и светофоры отсутствуют.
- г. Гатчина: с 2020 г. объездная дорога имеет по три-четыре полосы в каждом направлении, искусственное освещение на всей протяжённости, направления движения разделены бетонным отбойником, двухуровневые развязки на пересечениях с другими дорогами, наземные пешеходные переходы и светофоры отсутствуют.
- Гатчина — Луга: ничем не примечательная двухполосная дорога, умеренное количество населенных пунктов.
- Луга: четырехполосная объездная дорога.
- Псков: по восточной окраине города, два светофора.
- За Псковом небольшой участок с трёхполосным движением.
- Остров — двухполосная по окраине города
- Опочка — объездная.
- Пустошка — через город, ограничение 40 км/ч.
- Невель — объездная.
- Витебск — объездная.
- Могилев — объездная.
- Гомель — объездная.
- Витебск — Гомель — двухполосная дорога.
- Гомель — Чернигов — двухполосная дорога, незадолго до Чернигова переходящая в четырёхполосную (по две полосы в каждом направлении); примерно через 30 км после Гомеля находится пограничный переход Новая Гута (Белоруссия) — Новые Яриловичи (Украина).
- Чернигов — Киев — по две полосы в каждом направлении.
- Киев — через город.
- Киев — Умань — по две полосы в каждом направлении.
- Умань — Одесса — очень хорошее покрытие, по две полосы в каждом направлении, ограничение 110 км/ч на двухполосной дороге с отбойником посередине.
- Одесса — (за 50 км до города) по три полосы в каждом направлении.

## Достопримечательности
1. Площадь Победы, Монумент героическим защитникам Ленинграда (0 км).
2. Пулковская обсерватория (8 км).
3. Литературно-мемориальный музей Дом станционного смотрителя (74 км).
4. Историко-литературный и мемориальный музей В. В. Набокова Рождествено (музей-усадьба) (76 км).
5. Мемориал «Партизанская Слава» (125 км, пос. Толмачёво перед Лугой).
6. Площадь Победы (Псков, 275 км).
7. Памятник погибшим байкерам возле города Белая Церковь.
8. Дорога идёт почти строго на юг и проходит вдоль Пулковского меридиана.